# غويلرمو بيريرا (لاعب كرة قدم)
غويلرمو بيريرا (بالإيطالية: Guillermo Ariel Pereyra)‏ (بالإسبانية: Guillermo Pereyra)‏ هو لاعب كرة قدم أرجنتيني وإيطالي في مركز الوسط، ولد في 20 فبراير 1980 في ريو كوارتو في الأرجنتين. لعب مع ريال مايوركا وريال مورسيا وريفر بليت ولوكوموتيف موسكو ونادي سان لورينزو ونادي يانغ بويز.

## وصلات خارجية
- غويلرمو بيريرا (لاعب كرة قدم) على موقع قاعدة بيانات كرة القدم.إي يو (الإنجليزية)
- غويلرمو بيريرا (لاعب كرة قدم) على موقع Soccerway.com (الإنجليزية)